# الحسن بن زيد بن الحسن
الحسن بن زيد بن الحسن بن علي بن أبي طالب أبو محمد الهاشمي المدني(توفي 166 هـ/ 783م)، هو أمير المدينة المنورة في عهد أبي جعفر المنصور وأبي عبد الله محمد المهدي.

## سيرته
هو حفيد الحسن الابن الأكبر لعلي وفاطمة بنت محمد. كان رجلًا تقيًا، لم يكن يتدخل في صراعات السلطة من أجل الخلافة، وعلى عكس العديد من العلويين، بايع العباسيين، وتزوج الخليفة العباسي الأول أبو العباس السفاح من ابنته أُمَّ كلثوم بنت الحسن. في عام 767م عيّنه أبو جعفر المنصور أميرًا على المدينة المنورة، لكنه عزله عام 772م، فوليها خمس سنين، ثم تعقَّبه وغَضِبَ عليه وعزله، واستَصْفَى كل شيء له فباعه، وحبسه. وولّى بعده عبدَ الصمد بن عليّ بن عبد الله بن عباس. فلم يزل محبوسًا حتى مات أبو جعفر.
بعد وفاة المنصور عام 775م، أعاد الخليفة الجديد المهدي إليه ممتلكاته، فأخرجه من السجن، وأقدمه عليه ورد عليه كل شيء ذهب له، ولم يزل معه حتى خرج المهدي يريد الحجّ في سنة 168 هـ. ومعه الحسن بن زيد، فكان الماء في الطريق قليلًا، فخشى المهديّ على من معه العطش، فرجع من الطريق ولم يحج تلك السنة.
لكن الحسن سار إلى مكة، فاشتكى أيامًا ثم مات بالحاجر، فدُفن هناك عام 168 هـ/ 783م.

## أسرته
أمه أم ولد. ويُكنى أبا محمد. وَلَدَ الحسن بن زيد:
- محمدًا وبه كان يُكنى. وأمه أم سلمة بنت الحسين الأثرم بن الحسن بن علي بن أبي طالب.
- القاسمَ. وأمه أم سلمة بنت الحسين الأثرم بن الحسن بن علي بن أبي طالب.[5]
- أُمَّ كلثوم بنت الحسن، تزوجها أبو العباس السفاح، فولدت له غلامين هلكا صغيرين. وأمها أم سلمة بنت الحسين الأثرم بن الحسن بن علي بن أبي طالب.
- عليَّ، وأمه أم ولد.
- إبراهيم، وأمه أم ولد.
- زيد، وأمه أم ولد.
- عيسى. وأمه أم ولد.
- إسماعيل
- إسحاقَ الأعور. لأم ولد.
- عبدَ الله. وأمه رياد بنت بِسْطام بن عُمَير بن السَّليل بن قَيْس بن مسعود بن قيس بن خالد.[4]
- نفيسة بنت الحسن
- فاطمة الأنور [6]

## روايته للحديث
حدث عَنْ أَبِيه زيد بن الحسن، وعن عكرمة مولى ابن عباس، وعَبْدِ اللَّهِ بْن أَبِي بَكْرِ بْن مُحَمَّدِ بْنِ عمرو بن حزم. روى عنه مُحَمَّد بن إِسْحَاق بن يسار، ومالك بن أنس، وابن أَبِي ذئب، وعَبْد الرَّحْمَنِ بن أَبِي الزناد، وغيرهم.